# Свенцицкий, Борис Николаевич
Борис Николаевич Свенцицкий (род. 18 июля 1932 года, город Ростов-на-Дону, СССР (ныне — Россия) — советский и партийный деятель, председатель исполкома Волынского областного совета. Депутат Верховного Совета УССР 9-10-го созывов.

## Биография
Родился в семье служащего. В 1949 году окончил Луцке торгово-кооперативную школу.
В 1949 — январе 1952 г. — инструктор-ревизор Теремневского райпотребсоюза Волынской области.
Член КПСС с 1952 года.
В январе 1952 — феврале 1953 г. — 2-й секретарь Теремневского районного комитета ЛКСМУ Волынской области. В феврале 1953 — 1954 г. — 1-й секретарь Теремневского районного комитета ЛКСМУ Волынской области.
В 1954 — 1957 г. — служба в Советской армии.
В 1957 — 1958 г. — инструктор Волынского областного комитета ЛКСМУ; 1-й секретарь Теремневского районного комитета ЛКСМУ; 1-й секретарь Луцкого районного комитета ЛКСМУ Волынской области. В 1958 году заочно окончил Львовский государственный университет имени Ивана Франко.
В октябре 1958 — 1962 г. — 1-й секретарь Волынского областного комитета ЛКСМУ.
В 1962 — 1966 г. — 2-й секретарь Луцкого городского комитета КПУ Волынской области.
В 1966 — 1974 г. — 1-й секретарь Луцкого районного комитета КПУ Волынской области.
В 1968 году заочно окончил Львовский политехнический институт. В 1974 — инструктор Волынского областного комитета КПУ.
В 1974 — июне 1975 г. — 1-й секретарь Луцкого городского комитета КПУ Волынской области.
В июне 1975 — марте 1985 г. — председатель исполнительного комитета Волынского областного Совета народных депутатов.
В 1994 году ушел на пенсию, проживает в городе Ростов-на-Дону.